# Саведчук Михайло Михайлович
Михайло Михайлович Саведчук (народився 30 липня 1916 в селі Угринів, нині Тисменицького району — помер 22 квітня 1945) — стрілець УПА.

## Життєпис
Народився в заможній багатодітній селянській сім'ї.
Закінчив звичайну і кооперативну школу.
Працював бухгалтером, а також управляв власним селянським господарством.
В 1935—1937 роках служив уланом у польському війську.
Учасник Союзу української поступової молоді «Каменярі».
Член ОУН з 1930-их. Займався створенням організаційної сітки ОУН.
В 1941 році заарештований НКВС. Через членство в ОУН перебував у Станіславівській в'язниці.
На початку радянсько-німецької війни втік із в'язниці. Переховувався на явочній квартирі на вулиці Леся Курбаса, № 7.
З кінця 1941 по 1945 роки перебував у підпіллі, брав участь у боях і рейдах, був двічі поранений.
22 квітня 1945 року був оточений НКВС в селі Угринів і отримав поранення. Помер у лікарні, що на теперішній вулиці Гетьмана Мазепи, як невідомий.
Похований разом із іншими борцями за волю України під огорожею приладобудівного заводу, тепер вулиця Мельника, в районі Меморіального скверу.

## Пам'ять
Пам'ятна анотаційна дошка розміщена 13 жовтня 2016 в Івано-Франківську на фасаді будинку по вулиці Леся Курбаса, 7. Дошку відкрили в рамках програми «Івано-Франківськ — місто героїв» та з нагоди відзначення 74-ї річниці створення Української повстанської армії.